# 1 april
1 april är den 91:a dagen på året i den gregorianska kalendern (92:a under skottår). Det återstår 274 dagar av året.

## Återkommande bemärkelsedagar

### Helgdagar
- Påskdagen firas i västerländsk kristendom för att högtidlighålla Jesu återuppståndelse efter korsfästelsen, åren 1804, 1866, 1877, 1888, 1923, 1934, 1945, 1956, 2018, 2029, 2040.

### Nationaldagar
- Iran (till minne av utropandet av Iran som islamisk republik 1979)
- Užupis (till minne av utropandet av Užupis som republik 1997)

### Övriga
- Dagen för aprilskämt

## Namnsdagar

### I den svenska almanackan
- Nuvarande – Harald och Hervor
- Föregående i bokstavsordning
  - Hadar – Namnet infördes på dagens datum 1986 men flyttades 1993 till 10 oktober och utgick 2001.
  - Halvar – Namnet infördes 1986 på 14 maj. 1993 flyttades det till dagens datum men 2001 flyttades det tillbaka till 14 maj.
  - Harald – Namnet fanns tidigare på 20 oktober men flyttades 1747 till dagens datum, då det ersatte Hugo, och har funnits där sedan dess.
  - Hardy – Namnet infördes på dagens datum 1986 men utgick 1993.
  - Hervor – Namnet infördes 1986 på 16 mars. 1993 flyttades det till 16 januari och 2001 till dagens datum.
  - Hugo – Namnet fanns, till minne av en fransk abbot från 1100-talet, på dagens datum före 1747, då det utgick till förmån för Harald. 1901 återinfördes det på 11 januari och flyttades 2001 till 3 november.
- Föregående i kronologisk ordning
  - Före 1747 – Hugo
  - 1747–1900 – Harald
  - 1901–1985 – Harald
  - 1986–1992 – Harald, Hadar och Hardy
  - 1993–2000 – Harald och Halvar
  - Från 2001 – Harald och Hervor
- Källor
  - Brylla, Eva (red.): Namnlängdsboken, Norstedts ordbok, Stockholm, 2000. ISBN 91-7227-204-X
  - af Klintberg, Bengt: Namnen i almanackan, Norstedts ordbok, Stockholm, 2001. ISBN 91-7227-292-9

### Finlandssvenska almanackan
- Nuvarande från 1929[1] – Harald
- I föregående revideringar[a][2]
  - inga ändringar sedan 1929

## Händelser
- 1577 – Den svenska kungen Erik XIV begravs i  Västerås domkyrka.
- 1605 – Sedan Clemens VIII har avlidit den 5 mars väljs Alessandro Ottaviano de' Medici till påve och tar namnet Leo XI. Han avlider dock själv redan den 27 april.[3]
- 1643 – Den dalsländska orten Åmordh får stadsprivilegium av drottning Kristinas förmyndarregering och blir under namnet Åmål landskapets enda stad (numera finns ett antal kommuner i Dalsland, men Åmål är den enda ort i landskapet, som tilldelas stadsprivilegier innan utdelandet av dessa upphör i och med 1952 års kommunreform). Åmåls upphöjelse till stad är ett försök av myndigheterna att få bättre kontroll över och i viss mån helt stoppa gränshandeln med Norge. Dock lyckas man inte hindra den smuggling som tar vid, när den officiella handeln stoppas.
- 1807 – Under det pågående kriget mellan Sverige och Frankrike har fransmännen ockuperat större delen av Svenska Pommern och sedan 30 januari belägrar de centralorten Stralsund. Denna dag genomför svenskarna ett framgångsrikt utfall, som bryter belägringen, varpå de snart kan återta öarna Usedom och Wolin. Redan två veckor senare blir svenskarna dock besegrade av fransmännen i slaget vid Ueckermünde och tvingas till sommaren helt lämna Svenska Pommern i franska händer och retirera över till Skåne.
- 1826 – Den amerikanske uppfinnaren Samuel Morey tar patent på en tidig förbränningsmotor. Det dröjer dock ytterligare 60 år, innan bensindrivna motorer börjar få någon praktisk användning, när de första bilarna konstrueras.
- 1867 – Den sydostasiatiska ön Singapore, som har varit en brittisk handelsstation sedan 1819 och som sedan 1824 helt har varit i brittiska händer, blir kronkoloni inom det brittiska imperiet. Kolonin förblir brittisk till 1963 (med undantag för 1942–1945, då den ockuperas av Japan), då den övertas av Malaysia, för att 1965 bli en självständig republik.
- 1876 – De tyska entreprenörerna Benno Orenstein och Arthur Koppel grundar företaget Orenstein & Koppel, som tillverkar maskiner och lok. Företaget finns än idag (2025), men har sedan 1981 slutat tillverka lok och är nu inriktade på anläggningsmaskiner, såsom grävmaskiner, bulldozrar och vägvältar.
- 1905 – I Tyskland införs en lag, genom vilken bokstavskombinationen SOS införs som allmän nödsignal vid telegrafering med morsealfabetet. Året därpå antas den som internationell konvention, vilket träder i kraft 1908. Den tidigare nödsignalen CQD, som har föreslagits av Marconi Company 1904, men aldrig officiellt antagits som internationell standard, försvinner därmed snart (exempelvis skickas vid RMS Titanics förlisning 1912 både CQD och SOS, men det är en myt att det skulle ha varit första gången SOS användes – däremot var det troligtvis sista gången CQD användes).
- 1918 – Den brittiska arméns och flottans flygvapenkårer, som båda har bildats 1912, slås samman och bildar Royal Air Force, som blir grunden till det brittiska flygvapnet.
- 1924 – Den tyske nazistledaren Adolf Hitler döms till fem års fängelse för sin delaktighet i den misslyckade statskuppen i München i november året före. Han blir frigiven efter endast nio månader, men under fängelsetiden skriver han första delen av sitt politiska manifest Mein Kampf.
- 1941 – Första försökflygplanet färdigställt av Messerschmitt Me 262.
- 1953 – Sveriges första manliga sjuksköterska, Allan Härsing, utexamineras i Stockholm.
- 1976 – De amerikanska datorentreprenörerna Steve Jobs, Steve Wozniak och Ronald Wayne grundar företaget Apple Computer, som blir bland de första i världen att tillverka persondatorer. Det är idag (2025) ett av de ledande företagen inom datorutveckling.
- 1979 – Sedan den persiske shahen Mohammad Reza Pahlavi under den iranska revolutionen har gått i landsflykt i mitten av januari kan revolutionsledaren Ruhollah Khomeini denna dag utropa Iran till islamsk republik, med sig själv som högste ledare.
- 1997 – Kometen Hale–Bopp syns passera som närmast solen i sin omloppsbana.[4]
- 2009 – Den starkt kritiserade svenska lagen Civilrättsliga sanktioner på immaterialrättens område (i folkmun kallad Ipred-lagen, efter EU-direktivet IPRED, som den bygger på) träder i kraft efter att ha röstats igenom i riksdagen den 25 februari. Den ger den som innehar upphovsrätten till ett visst verk rätt att göra egna efterforskningar i vem som olovligt har kopierat verket, om sådan så kallad piratkopiering har inträffat.

## Födda
- 1220 – Go-Saga, kejsare av Japan
- 1578 – William Harvey, engelsk vetenskapsman
- 1743 – William Hindman, amerikansk politiker, senator för Maryland
- 1776 – Sophie Germain, fransk matematiker och filosof
- 1789 – John Hopkins Clarke, amerikansk whigpolitiker, senator för Rhode Island
- 1815
  - Henry B. Anthony, amerikansk politiker, guvernör i Rhode Island, senator för samma delstat
  - Otto von Bismarck, preussisk-tysk politiker, känd som "Järnkanslern", Tysklands rikskansler
  - Edward Clark, amerikansk militär och politiker, viceguvernör i Texas och guvernör i samma delstat
- 1818 – Omar D. Conger, amerikansk republikansk politiker, senator för Michigan
- 1841
  - Knut Michaelson, svensk författare och teaterchef
  - Ahmed Orabi, egyptisk general och politiker
- 1860
  - Carl Ericsson, svensk jurist och liberal politiker
  - Herman Brag, svensk operasångare
- 1863 – Harald Jacobson, svensk poet
- 1865 – Richard Zsigmondy, österrikisk kemist, mottagare av Nobelpriset i kemi 1925
- 1868 – Edmond Rostand, fransk författare och poet
- 1873
  - Bibb Graves, amerikansk politiker, guvernör i Alabama
  - Sergej Rachmaninov, rysk pianist och kompositör
- 1879 – Lionel Braham, brittisk skådespelare
- 1883 – Lon Chaney, amerikansk skådespelare
- 1884 – George A. Wilson, amerikansk republikansk politiker, guvernör i Iowa, senator för samma delstat
- 1885
  - Wallace Beery, amerikansk skådespelare
  - Gunhild Robertson, svensk skådespelare
- 1895 – Gustaf Edgren, svensk regissör, manusförfattare och producent
- 1898 – William James Sidis, amerikanskt underbarn med en uppskattad IQ på mellan 250 och 300 (den högsta uppmätta någonsin)
- 1900 – Folke Algotsson, svensk tecknare och skådespelare
- 1904 – Holger Löwenadler, svensk skådespelare
- 1905 – Torsten Nilsson, svensk socialdemokratisk politiker
- 1908 – Richard Barstow, amerikansk filmregissör och koreograf
- 1910 – Erik Jansson, svensk ombudsman och socialdemokratisk politiker
- 1912 – Sven-Otto Lindqvist, svensk skådespelare
- 1914 – Ragnar Edenman, svensk socialdemokratisk politiker, Sveriges ecklesiastikminister, landshövding i Uppsala län 1967–1980
- 1919 – Joseph E. Murray, amerikansk kirurg, mottagare av Nobelpriset i fysiologi eller medicin 1990
- 1920
  - Liane Linden, svensk skådespelare
  - Toshiro Mifune, japansk skådespelare
  - Susanna Ramel, svensk skådespelare och sångare
- 1923 – Ingrid Östergren, svensk skådespelare
- 1924 – Birgitta Pramm-Johansson, svensk fotograf och tv-producent
- 1927 – Jacques Mayol, fransk fridykare
- 1929
  - Milan Kundera, tjeckisk författare
  - Jane Powell, amerikansk skådespelare
- 1932 – Debbie Reynolds, amerikansk skådespelare och sångare
- 1933
  - Claude Cohen-Tannoudji, fransk fysiker, mottagare av Nobelpriset i fysik 1997
  - Dan Flavin, amerikansk konstnär och skulptör
- 1935 – Larry MacDonald, amerikansk demokratisk politiker.
- 1937 – Ewonne Winblad, svensk journalist, tv-reporter och tv-chef
- 1938 – Ali MacGraw, amerikansk skådespelare
- 1940 – Wangari Maathai, kenyansk miljöaktivist, Kenyas vice miljöminister, mottagare av Nobels fredspris 2004
- 1942 – Samuel R. Delany, amerikansk författare och litteraturkritiker
- 1943
  - Mario Botta, schweizisk arkitekt
  - Herman Lindqvist, svensk journalist och författare
  - Anne Otto, svensk filmproducent och produktionsledare
- 1945 – Totta Näslund, svensk musiker
- 1949 – Lasse Eriksson, svensk artist och författare.
- 1951 – Johanna Wanka, tysk matematiker och kristdemokratisk politiker, Tysklands utbildningsminister
- 1954 – Mats Ronander, svensk musiker
- 1955 – Terry Nichols, amerikansk terrorist
- 1961 – Anders Forsbrand, svensk golfspelare
- 1962 – Trond Korsmoe, svensk musiker, medlem i gruppen Larz-Kristerz
- 1965
  - Tomas Alfredson, svensk regissör
  - Tiggy Legge-Bourke, brittisk barnflicka, anställd vid brittiska hovet
- 1968
  - Lasse Karlsson, svensk ståuppkomiker
  - Mårten Klingberg, svensk skådespelare, manusförfattare och regissör
  - Alexander Stubb, finländsk samlingspartistisk politiker, statsminister, Finlands president 2024–
- 1969 – Martin Lorentzon, svensk IT-entreprenör, medgrundare av Spotify
- 1971 – Clifford Smith, amerikansk hiphopartist och skådespelare med artistnamnet Method Man
- 1973
  - Martin Axén, svensk musiker, gitarrist i gruppen The Ark
  - Anna Carin Olofsson, svensk längdskidåkare, skidskytt och sjukgymnast, OS-guldvinnare 2006
- 1980 – Bijou Phillips, amerikansk skådespelare
- 1981
  - Hannah Spearritt, brittisk skådespelare och sångare
  - Alx Danielsson, svensk racerförare och instruktör
- 1982
  - Sam Huntington, amerikansk skådespelare
  - Andreas Thorkildsen, norsk friidrottare, OS-guldvinnare
  - Gunnar Heidar Thorvaldsson, isländsk fotbollsspelare
  - Zhang Xiaoping, kinesisk amatörboxare
- 1983
  - Sergej Lazarev, rysk sångare, dansare och skådespelare
  - Sean Taylor, amerikansk utövare av amerikansk fotboll
- 1987 – Mattias Modig, svensk ishockeymålvakt
- 1990 – Samuel Haus, svensk skådespelare
- 1993 – Adrian Kolgjini, svensk travkusk och travtränare
- 1995 – Logan Paul, amerikansk youtuber och fribrottare

## Avlidna
- 996 – Johannes XV, påve sedan 985
- 1204 – Eleonora av Akvitanien, 80 eller 82, Frankrikes drottning 1137–1152 (gift med Ludvig VII) och Englands drottning 1154–1189 (gift med Henrik II)
- 1221 – Berengaria av Portugal, 26, Danmarks drottning sedan 1214 (gift med Valdemar Sejr) (död denna dag eller 27 mars)
- 1412 – Albrekt av Mecklenburg, omkring 72 eller 74, kung av Sverige 1364–1389 och hertig av Mecklenburg sedan 1379 (död denna eller föregående dag)
- 1835 – Bartolomeo Pinelli, 53, italiensk illustratör och gravör
- 1843 – Adolph Ribbing, 78, svensk greve, inblandad i komplotten mot och mordet på Gustav III
- 1863 – Jakob Steiner, 67, schweizisk matematiker
- 1865
  - John Milton, 57, amerikansk politiker, guvernör i Florida sedan 1861
  - Giuditta Pasta, 67, italiensk operasångare
- 1884 – Edvard Carleson, 63, svensk riksdagsman 1850–1865 och 1873–1884, Sveriges justitiestatsminister 1874–1875
- 1899 – Nils Månsson Mandelgren, 85, svensk konstnär och forskare
- 1902 – Joseph S. Fowler, 81, amerikansk republikansk politiker, senator för Tennessee 1866–1871
- 1910 – Michail Vrubel, 54, rysk konstnär
- 1913 – Otto March, 67, tysk arkitekt
- 1917 – Scott Joplin, omkring 49 eller 50, amerikansk musiker och kompositör
- 1922 – Karl I, 34, kejsare av Österrike och kung av Ungern 1916–1918
- 1923 – Thomas Mitchell Campbell, 66, amerikansk demokratisk politiker, guvernör i Texas 1907–1911
- 1927 – James Smith, Jr., 75, amerikansk demokratisk politiker, senator för New Jersey 1893–1899
- 1928 – Nils Aréhn, 50, svensk skådespelare
- 1930 – Cosima Wagner, 92, tysk kvinna, dotter till kompositören Franz Liszt, ledare för festspelen i Bayreuth sedan 1906
- 1947
  - Georg II, 56, kung av Grekland 1922–1924 och sedan 1935
  - Franz Seldte, 64, tysk nazistisk politiker
- 1952 – Ferenc Molnár, 74, ungersk dramatiker
- 1962 – Michel de Ghelderode, 64, belgisk författare och journalist
- 1966 – Flann O'Brien, 54, irländsk författare
- 1967 – Sixten Sason, 55, svensk industriformgivare
- 1968
  - Lev Landau, 60, sovjetisk teoretisk fysiker, mottagare av Nobelpriset i fysik 1962
  - Ernst Nygren, 78, svensk medeltidshistoriker och arkivarie
- 1972 – Eric Nilsson, 66, svensk agronom och politiker, riksdagsledamot för Högerpartiet
- 1976 – Max Ernst, 84, tysk konstnär
- 1984 – Marvin Gaye, 44, amerikansk soul-, blues- och R&B-sångare (mördad)
- 1991 – Detlev Karsten Rohwedder, 58, tysk företagsledare och politiker
- 2001 – Jean Anderson, 93, brittisk skådespelare
- 2002 – Simo Häyhä, 96, finsk soldat, prickskytt
- 2003
  - Sven Holmberg, 85, svensk skådespelare och sångare
  - Eivor Wallin, 98, svensk socialdemokratisk politiker
- 2005 – Jack Keller, 68, amerikansk låtskrivare och skivproducent
- 2009 – Arne Andersson, 91, svensk löpare och folkskollärare, bragdmedaljör
- 2010
  - Anders "Lillen" Eklund, 52, svensk tungviktsboxare
  - John Forsythe, 92, amerikansk skådespelare
- 2012
  - Miguel de la Madrid, 77, mexikansk politiker, Mexikos president 1982–1988
  - Leila Denmark, 114, amerikansk barnläkare
  - Giorgio Chinaglia, 65, italiensk fotbollsspelare
  - Ekrem Bora, 78, turkisk skådespelare
- 2013
  - Nicolae Martinescu, 73, rumänsk brottare
  - Moses Blah, 65, liberiansk politiker, Liberias president 2003
- 2017
  - Gösta Ekman, 77, svensk skådespelare och regissör
  - Jevgenij Jevtusjenko, 83, rysk författare och poet
- 2020 – Yvonne Schaloske, 68, svensk skådespelare
- 2021 – Isamu Akasaki, 92, japansk fysiker, mottagare av Nobelpriset i fysik 2014
- 2025 – Val Kilmer, 65, amerikansk skådespelare